# Lucas Arce
Ismael Lucas Ariel Arce (Buenos Aires, 14 agosto 1997) è un calciatore argentino, difensore del Godoy Cruz.

## Caratteristiche tecniche
È un terzino destro.

## Carriera
Lucas Arce è cresciuto nel San Telmo con cui ha debuttato il 28 gennaio 2018 nell'incontro di Primera B Metropolitana vinto 2-1 contro il Dep. Español. Ha segnato il suo primo gol il 2 novembre 2019 nella vittoria per 3-2 contro il Los Andes.
Al termine della stagione 2019-2020 ha conquistato con il club la promozione in Primera B Nacional e nel 2022 è stato ceduto in presitto al Gimnasia (M) per una stagione.
Il 7 dicembre 2022 è stato ceduto in prestito con diritto di riscatto al Godoy Cruz ed il 30 gennaio 2023 ha fatto il suo esordio in Primera División contro il Barracas Central. Al termine della stagione è stato acquistato a titolo definitivo dal club biancoblu.

## Statistiche

### Presenze e reti nei club
Statistiche aggiornate al 19 aprile 2024.
| Stagione        | Squadra         | Campionato      | Campionato | Campionato | Coppe nazionali | Coppe nazionali | Coppe nazionali | Coppe continentali | Coppe continentali | Coppe continentali | Altre coppe | Altre coppe | Altre coppe | Totale | Totale | Totale |
| Stagione        | Squadra         | Comp            | Pres       | Reti       | Comp            | Pres            | Reti            | Comp               | Pres               | Reti               | Comp        | Pres        | Reti        | Pres   | Reti   |        |
| --------------- | --------------- | --------------- | ---------- | ---------- | --------------- | --------------- | --------------- | ------------------ | ------------------ | ------------------ | ----------- | ----------- | ----------- | ------ | ------ | ------ |
| 2017-2018       | San Telmo       | PBM             | 17         | 0          | CA              | 0               | 0               |                    | -                  | -                  |             | -           | -           | 17     | 0      |        |
| 2018-2019       | San Telmo       | PBM             | 39         | 0          | CA              | 0               | 0               |                    | -                  | -                  |             | -           | -           | 39     | 0      |        |
| 2019-2020       | San Telmo       | PBM             | 32         | 1          | CA              | 0               | 0               |                    | -                  | -                  |             | -           | -           | 32     | 1      |        |
| 2021            | San Telmo       | PBN             | 33         | 1          | CA              | 1               | 0               |                    | -                  | -                  |             | -           | -           | 34     | 1      |        |
| 2022            | Gimnasia (M)    | PBN             | 30         | 0          | CA              | 3               | 0               |                    | -                  | -                  |             | -           | -           | 33     | 0      |        |
| 2023            | Godoy Cruz      | PD              | 26         | 1          | CA+CdL          | 2+16            | 1+0             |                    | -                  | -                  |             | -           | -           | 44     | 2      |        |
| 2024            | Godoy Cruz      | PD              | 0          | 0          | CA+CdL          | 1+13            | 0               | CL                 | 2                  | 0                  |             | -           | -           | 16     | 0      |        |
| Totale carriera | Totale carriera | Totale carriera | 177        | 3          |                 | 36              | 1               |                    | 2                  | 0                  |             | -           | -           | 215    | 4      |        |